# 미셸 롤
미셸 롤(프랑스어: Michel Rolle IPA: [miʃɛl ʁol], 1652년 4월 21일 ~ 1719년 11월 8일)은 프랑스의 수학자이다.
미적분학에서 롤의 정리(1691년)로 알려져 있다. 거듭제곱근(根)의 표시법 {\displaystyle \textstyle {\sqrt[{n}]{x}}}을 발명했다.

## 생애
1652년 프랑스 오베르뉴 주의 앙베르(프랑스어: Ambert)에서 태어났다. 1685년 파리 시로 옮겨 프랑스 과학 아카데미에 가입하였으며 1699년 정회원이 되었다. 그는 이때 이미 자크 오자낭(프랑스어: Jacques Ozanam)의 문제를 해결하여 장티스트 콜베르로부터 연금을 받았다.
그는 초기에는 부정확하고 비정상적인 추론에 의해 도출되었다는 이유로 미적분학에 대해 부정적이었으나 후일 롤의 정리를 증명하였다.
1719년 파리에서 사망하였다.

## 저서

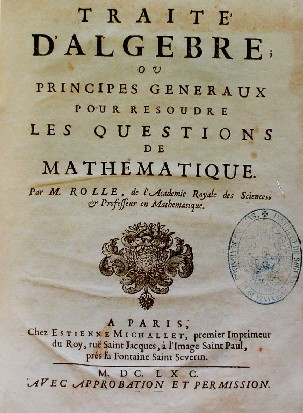
《대수론》(1690년)

- Rolle, Michel (1690). 《Traité d’algebre; ou principes generaux pour resoudre les questions de mathematique》 (프랑스어). 파리: Chez Estienne Michallet.
  - 《대수론 또는 수학 문제를 푸는 일반 원리》
- Rolle, Michel (1691). 《Demonstration d’une methode, pour resoudre les egalitez de tous les degrez; suivie de deux autres Methodes, dont La premiere donne les moyens de reſoudre ces mêmes égalitez par la Geometrie, Et la ſeconde, pour reſoudre pluſieurs queſtions de Diophante qui n’ont pas encore eſté reſoluës》 (프랑스어). 파리: Chez Jean Cusson.
  - 《모든 차수의 등식을 푸는 방법에 대한 설명 및 두 개의 추가 방법 — 첫째는 같은 등식들을 기하학을 통해 푸는 방법이며, 둘째는 디오판토스가 제시한 여러 미제(謎題)의 해법》

## 참고 문헌
- Blay, Michel (1986년 9월). “Deux moments de la critique du calcul infinitésimal: Michel Rolle et George Berkeley”. 《Revue d’histoire des sciences》 (프랑스어) 39 (3): 223–253. JSTOR 23632482.